# 創学ゼミナール
創学ゼミナール（そうがくぜみなーる）は兵庫県神戸市、明石市、加古川市、姫路市で展開する予備校であり高校生を対象としている（小中学部は「エディック」）。
物理科の川崎啓、化学科の西田政和、国語科の小谷口綾など代々木ゼミナールや駿台や他の予備校と掛け持ちする講師が多い。専任スタッフの担任やアシスタントの大学生も多く、古き良き予備校文化を保っている。